# تبديل الدم
تبديل الدم هو عملية نقل دم يُبدّل فيها دم المريض أو مكوناته بدم أو منتجات دم أخرى. يُزال دم المريض ويُستبدل بالدم المتبرع به أو مكونات الدم. يمكن إجراء عملية تبديل الدم هذه يدويًا أو باستخدام آلة (فصادة). تنطوي معظم عمليات نقل الدم على إضافة الدم أو منتجات الدم دون إزالة دم الجسم، وتُعرف أيضًا باسم عمليات نقل الدم البسيطة أو عمليات نقل الدم المكتملة.
يستخدم تبديل الدم في علاج عدد من الأمراض، بما في ذلك فقر الدم المنجلي وانحلال الدم الوليدي. قد تكون هناك حاجة للتبديل الجزئي في حالة كثرة كريات الدم الحمر.
تشكل عمليات نقل الدم الخيفية أو المثلية ما يقارب معظم عمليات نقل الدم (وهي نقل دم أو منتجات دم جديدة مأخودة من أشخاص آخرين متبرعين بالدم المقدّم)، قد يكون نقل الدم الذاتي ممكنًا (باللجوء إلى بنك الدم)، إلا أن ليس هناك الكثير من الحالات التي تستدعي هذا الإجراء، على اعتبار أن نقل الدم الذاتي لا ينطوي على تبديل الدم.

## الوصف
يتطلب تبديل الدم إزالة دم المريض واستبداله. في معظم الحالات، يتضمن ذلك وضع أنبوب رفيع أو أكثر يدعى القثطرة في الوعاء الدموي. ويحدث نقل الدم في دورات: عادة ما تستغرق كل دورة بضع دقائق.
يُسحب دم المريض ببطء (عادة يسحب ما يقارب 5 إلى 20 مل في المرة الواحدة بالاستناد إلى وزن المريض وخطورة المرض)، وتُحقن كمية أكبر قليلًا من الدم الجديد المدفّأ سابقًا أو البلازما في جسم المريض. تتكرر هذه الدورة حتى تمام استبدال الحجم الصحيح من الدم.
بعد تمام نقل الدم، تُترك القثطرة تحسُّبًا للحاجة إلى تكرار هذا الإجراء. يُزال الدم في أمراض فقر الدم المنجلي ويُستبدل بدم المتبرع.
في حالات مثل كثرة كريات الدم الحمر الوليدي، تُزال كمية محددة من دم الطفل وتُستبدل بمحلول ملحي طبيعي أو بلازما (الجزء السائل الرائق من الدم) أو محلول الألبومين، يقلل ذلك من العدد الإجمالي لخلايا الدم الحمراء في الجسم ويسهّل تدفق الدم عبر الجسم.

## المخاطر
تتشابه المخاطر العامة مع المخاطر المترافقة مع عمليات نقل الدم الأخرى. ومن المضاعفات الأخرى المحتملة:
- الخثرات أو الجلطات الدموية
- تغيرات في كيمياء الدم (ارتفاع أو انخفاض البوتاسيوم وانخفاض الكالسوم وانخفاض الغلوكوز وتغيرات في التوازن الحمضي الأساسي في الدم)
- مشاكل قلبية ورئوية
- عدوى (ينخفض الاختطار بشكل كبير عند تحري الدم بحذر)
- الصدمة العائدة إلى الاستبدال الناقص للدم

## النقاهة
قد تكون هناك حاجة إلى مراقبة الشخص لعدّة أيام في المستشفى بعد تمام عملية تبديل الدم، إلا أن مدّة الإقامة تعتمد بشكل عام على الحالة التي أُجريَ لأجلها تبديل الدم.

## تاريخ
طوّر ألكسندر فينر هذه الطريقة بعد فترة قصيرة من اكتشافه الزمرة الدموية الريسوسية أو عامل ريسوس.